# Војин Ковачевић
Војин Војо Ковачевић (Долови, код Даниловграда, 2. март 1913 — Загреб, 2. септембар 1941) био је учесник Народноослободилачке борбе и народни херој Југославије.

## Биографија
Рођен је 2. марта 1913. године, у селу Доловима код Даниловграда. Потиче из сиромашне сељачке породице. После завршене основне школе, наставио је школовање и, уз малу помоћ родитеља и своје велико напрезање, зарађујући сам, успео је да заврши Трговачку академију. После матуре радио је као дневничар у Финансијској дирекцији у Подгорици, у којој је постојала јака партијска организација, и где је Војо почео да организовано ради за раднички покрет.
После одслужења војног рока, 1935. године, запослио се у Месној контроли при Дирекцији ПТТ-а у Загребу, и истовремено почео студије на Високој економској школи. Наставио је рад у Савезу комунистичке омладине Југославије и у студентском друштву „Свјетлост“. Због веома активног учешћа у револуционарном покрету и СКОЈ-у, 1937. године примљен је у чланство Комунистичке партије Југославије (КПЈ).
Априлски рат и капитулација Краљевине Југославије затекла га је у Загребу, где је, по задатку Партије, остао као илегалац у окупираном граду. Био је најпре члан Рејонског комитета Другог рејона у Загребу, а потом, од августа 1941. године, члан Бироа Месног комитета КП Хрватске за Загреб. Почетком септембра ухапсили су га Немци и усташе, приликом извршавања задатка. Подвргнут је страховитом мучењу и после петосатног непрекидног мучења, издахнуо у затвору. И поред страшног мучења Војо није одао никог из своје организације, као ни то да је у данима пред хапшење радио на припремама диверзије која је изведена у загребачкој телефонској централи, 14. септембра 1941. године.
Читава Војинова породица је учествовала у Народноослободилачкој борби. Током рата погинули су његов отац Радосав и његова два брата, обојица предратни комунисти, а два друга брата и сестра су носиоци Партизанске споменице 1941. Године 1968. његови посмртни остаци су пренесени и сахрањени у новоизграђену Гробницу народних хероја на загребачком гробљу Мирогој, заједно са осталим истакнутим руководиоцима Народноослободилачког и радничког покрета Хрватске, међу којима су Раде Кончар, Ђуро Ђаковић и други.
Указом Председништва Антифашистичког већа народног ослобођења Југославије (АВНОЈ) 11. јула 1945. постхумно је одликован Орденом заслуга за народ првог реда. Указом Президијума Народне скупштине ФНР Југославије 14. децембра 1949. проглашен је за народног хероја.